# Amido Baldé
Amido Baldé, né le 16 mai 1991 à Bissau en Guinée-Bissau, est un joueur de football bissau-guinéen, qui évolue comme attaquant de pointe au Marítimo Funchal. Il faisait partie de l'équipe portugaise finaliste de la Coupe du monde des moins de 20 ans en 2011, disputant un match durant la compétition. Plus tard, Baldé s'est décidé de représenter l'équipe nationale de la Guinée-Bissau, le pays de ses parents et aussi le pays de sa jeunesse et adolescence.

## Carrière
Durant son enfance, Amido Baldé rejoint l'académie du Sporting de Lisbonne en Guinée-Bissau, le Sporting Bissau. Là-bas, ses capacités de buteur et sa grande taille attirent l'attention des superviseurs du club portugais. Ceux-ci l'invitent à poursuivre sa formation à Lisbonne dès l'été 2008, dans les installations du club, l'Academia de Talentos. Avec l'équipe juniors du club portugais, il remporte trois titres consécutifs de champion du Portugal.
En 2010, Amido Baldé est intégré à l'effectif professionnel du Sporting. Il ne joue aucun match officiel, et est prêté quelques mois au CD Santa Clara, en deuxième division portugaise. Pour le second tour de la saison, il est prêté au CD Badajoz, en troisième division espagnole, où il est le plus souvent titulaire. Durant le mois de juillet 2011, il participe avec l'équipe portugaise des moins de 20 ans à la Coupe du monde de la catégorie en Colombie. Il dispute un match durant le tournoi, qui voit le Portugal échouer en finale face au Brésil.
À son retour du tournoi, il entame un prêt d'un an au Cercle de Brugge, en Division 1 belge. Il y devient rapidement titulaire, mais une blessure encourue au début du mois d'octobre freine sa progression, et le tient éloigné des terrains durant près de trois mois. Il fait son retour après la pause hivernale, et retrouve d'emblée sa place dans l'équipe de base.
Il signe au Vitória de Guimarães pour la saison 2012-2013. En première division portugaise, l'attaquant séduit les spectateurs et montre une bonne saison en marquant neuf buts. Puis, la grande équipe écossaise de Celtic Glasgow. En Écosse, Baldé déçoit largement et ne s'impose pas comme prévu.
Le 15 juillet 2015, il s'engage en France, au FC Metz. Le 1er août 2015, il gratifie le public messin d'une première prestation quelque peu hasardeuse. 
Le joueur ne sera resté que six mois en Moselle, sans trouver le chemin des filets. L'attaquant de 24 ans a officiellement rejoint en janvier 2016 le Sport Luanda E Benfica, écurie de D1 angolaise. 

## Palmarès
- Finaliste de la Coupe du monde des moins de 20 ans en 2011 avec le Portugal
- Championnat d'Écosse en 2014

## Statistiques
| Saison                | Club                  | Championnat           | Championnat | Championnat | Coupe(s) nationale(s) | Coupe(s) nationale(s) | Play-Offs | Play-Offs | Total | Total |
| Saison                | Club                  | Division              | M.          | B.          | M.                    | B.                    | M.        | B.        | M.    | B.    |
| 2010-2011             | CD Santa Clara        | Division 2            | 5           | 0           | 0                     | 0                     | -         | -         | 5     | 0     |
| Sous-total            | Sous-total            | Sous-total            | 5           | 0           | 0                     | 0                     | 0         | 0         | 5     | 0     |
| 2010-2011             | CD Badajoz            | Division 3            | 13          | 4           | 0                     | 0                     | -         | -         | 13    | 4     |
| Sous-total            | Sous-total            | Sous-total            | 13          | 4           | 0                     | 0                     | 0         | 0         | 13    | 4     |
| 2011-2012             | Cercle Bruges KSV     | Division 1            | 16          | 4           | 1                     | 0                     | 6         | 2         | 23    | 6     |
| Sous-total            | Sous-total            | Sous-total            | 16          | 4           | 1                     | 0                     | 6         | 2         | 23    | 6     |
| Total sur la carrière | Total sur la carrière | Total sur la carrière | 34          | 8           | 1                     | 0                     | 6         | 2         | 41    | 10    |